# فريري (تشيلي)
فريري (بالإسبانية: Freire, Chile) هي بلدية تقع في تشيلي في Cautín Province. يقدر عدد سكانها بـ 21,890 نسمة ومساحتها 935.2 كم2 وترتفع عن سطح البحر 88 متر.